# 新日本ウエックス
新日本ウエックス株式会社（英語：SHIN-NIPPON WEX CO.,LTD.）は、ユニフォームレンタル・リネンサプライなど、リネンやユニフォームを管理し、回収・クリーニング・配送している。全国を網羅するネットワークを持つ。1970年に、繊維商社である廣瀬商会グループとトヨタグループの総合商社である豊田通商の合弁によって設立された。

## 取得規格
ISO規格
- 品質マネジメント規格ISO9001
- 食品安全マネジメント規格ISO 22000

ドイツ品質保証規格 RAL
- RAL-GZ992-1：ホテルリネン
- RAL-GZ992-2：病院リネン
- RAL-GZ992-3：ユニフォーム

## 沿革[4]
- 1970年（昭和45年） 5月 - 廣瀬商会グループとトヨタグループの総合商社豊田通商との合弁により設立[3]。
- 1971年（昭和46年） 8月 - 名古屋に本社を設立。（現 七条工場）[3]
- 1973年（昭和48年） 5月 - 大阪に営業所を開設。（現 大阪支店）[3]
- 1976年（昭和51年） 8月 - 岡山県に山陽ウエックス（株）を設立[3]。
- 1981年（昭和56年） 4月 - 豊橋に営業所を開設[3]。
- 1982年（昭和57年） 7月 - 東京に営業所を開設。（現 東京本部）[3]
- 1983年（昭和58年） 8月 - 本社事務棟（現 七条事務所）を新築[3]。
- 1984年（昭和59年） 1月 - 福岡営業所を開設[3]
- 1985年（昭和60年） 7月 - 名古屋にホテルリネン専門工場を新設。（現 堤工場）[3]
- 1985年（昭和60年） 7月 - 滋賀に営業所を開設[3]。
- 1988年（昭和63年）10月 - 東京工場を新設[3]。
- 1989年（平成元年） 5月 - 清和産業（株）を関西地区専門工場として吸収。（現 清和ウエックス）[3]
- 1990年（平成 2年） 1月 - 横浜に営業所を開設[3]。
- 1990年（平成 2年） 9月 - 千葉に営業所を開設[3]。
- 1991年（平成 3年） 7月 - 豊橋工場を新設[3]。
- 1992年（平成 4年） 4月 - 札幌に営業所を開設[3]。
- 1992年（平成 4年） 7月 - NPS研究会に入会[3]。
- 1992年（平成 4年）10月 - 八王子に営業所を開設[3]。
- 1992年（平成 4年）11月 - 京都営業所（工場）を新設[3]。
- 1994年（平成 6年） 4月 - 現在地に本社社屋、木場工場を新設[3]。
- 1994年（平成 6年） 9月 - アオイリネンサービス（株）を吸収[3]。
- 1998年（平成10年） 4月 - 西関東営業所を開設。 （八王子、横浜営業所 統合）[3]
- 2000年（平成12年） 2月 - 本社堤工場にてISO 9001取得。（登録番号 JCQA-0639）[3]
- 2001年（平成13年） 7月 - 江東営業所（工場）新設[3]。
- 2001年（平成13年）11月 - 日本クリーニング（株）より営業譲渡[3]。
- 2001年（平成13年） - 横浜支店を開設。ハコネランドリーを買収[3]。
- 2002年（平成14年） 3月 - ISO規格2000年度版（平成12年12月交付）への移行完了[3]。
- 2002年（平成14年） 7月 - 西関東営業所を横浜支店へ統合[3]。
- 2002年（平成14年）12月 - 本社・木場工場にてISO14001取得。 (登録番号JCQA-E-0437)[3]
- 2004年（平成16年） 1月 - 大阪支店にてISO14001取得。 (登録番号JCQA-E-0527)[3]
- 2004年（平成16年） 4月 - 栗東営業所を京都営業所へ統合、新設移転[3]。
- 2005年（平成17年） 2月 - 株式会社ハコネランドリーから箱根ウエックス株式会社へ改称[3]。
- 2005年（平成17年）10月 - 本社木場・堤工場にてRALを取得[3]。
- 2005年（平成17年）10月 - リネンサプライ協会認定を取得[3]。
- 2007年（平成19年） 8月 - クラボウリネンサプライ（株）より事業譲渡。千葉ウエックス（株）を設立[3]。
- 2009年（平成21年） 1月 - 仙台営業所を開設[3]。
- 2010年（平成22年） 5月 - 清和ウエックス（株）第2工場を新設[3]。
- 2010年（平成22年） 6月 - 山陽ウエックスを移転[3]。新工場を新設[3]。
- 2010年（平成22年）11月 - 松戸工場（千葉ウエックス）にて、RAL（病院用リネン）を取得[3]。
- 2011年（平成23年） 6月 - 廣瀬武が代表取締役会長に、廣瀬純平が代表取締役社長に就任[3]。
- 2012年（平成24年） 3月 - 東京工場・千葉ウエックス(株)（松戸工場）にてISO22000取得。（登録番号　JCQA-F-0003） [3]
- 2012年（平成24年）12月 - 岐阜工場を新設[3]。
- 2013年（平成25年） 3月 - 日本ウエックス（株）より営業譲渡[3]。戸田事業所、東金事業所、宇都宮営業所、神奈川デポを開設[3]。
- 2014年（平成26年） 5月 - 札幌営業所を開設[3]。
- 2014年（平成26年）11月 - 大阪支店を移転[3]。
- 2015年（平成27年） 4月 - 沖縄営業所を開設[3]。
- 2015年（平成27年） 10月 - 野田工場を増築。[3]。
- 2016年12月 タイで合弁会社”Asset World Wex Co., Ltd.”を設立。
- 2017年3月 岐阜工場を増設。
- 2018年7月 東金工場（日本ウエックス）を増築。
- 2019年4月 岡山工場（山陽ウエックス）を増設。
- 2020年2月 （株）江戸屋リネンを買収。
- 2020年4月 伊勢原工場を新設。
- 2020年11月 京都工場を新設し「京都第１工場」と呼称。並びに現京都工場を「京都第２工場」に改称し、京都営業所を京都第２工場から京都第１工場へ移転。
- 2022年9月 沖縄リネンサプライ株式会社を設立。
- 2022年10月 広島営業所を新設。
- 2022年11月 浜松営業所を新設。
- 2024年2月 鹿児島ウエックスを設立、鹿児島営業所を新設。